# Bobby Wratten
Bobby Wratten är en brittisk musiker och frontfigur i de brittiska popbanden Field Mice, Northern Picture Library och Trembling Blue Stars.